# Adenanthos argyreus
Adenanthos argyreus är en tvåhjärtbladig växtart som beskrevs av Friedrich Ludwig Diels och Diels & Pritz.. Adenanthos argyreus ingår i släktet Adenanthos och familjen Proteaceae. Inga underarter finns listade i Catalogue of Life.